# Ámbar Mliivska
Янтарна мліївська, sinonimia: Ambar Mliivska, es una variedad cultivar de ciruelo (Prunus domestica), de las denominadas ciruelas europeas,
una variedad de ciruela obtenida por Laskavy V. P., y Laskavy V. V. en el 	Instituto de Pomología que lleva el nombre de L. P. Simyrenko, Academia Nacional de Ciencias. Las frutas tienen un tamaño grande, color de piel limón claro; epidermis con pruina blanquecina, siendo la piel suave al tacto, de un hermoso color, como un camaleón, que cambia con la lluvia de un dorado limón a un púrpura suave, y pulpa de color amarillo claro transparente, con textura jugosa, fibrosa, de sabor muy armonioso, bien separada del hueso.

## Sinonimia
- "Янтарна мліївська",
- "Amber Mliivska",
- "Yantarna-mliivska",
- "Yantarna mliivs`ka".[4]

## Historia
'Amber Mliivska' es una variedad de ciruela moderna criada en la región de Cherkasy con altas cualidades nutricionales y un uso versátil.
'Amber Mliivska' fue obtenida por Laskavy V. P., y Laskavy V. V. en el 	Instituto de Pomología que lleva el nombre de L. P. Simyrenko, Academia Nacional de Ciencias.

## Características
'Amber Mliivska' árbol de vigoroso crecimiento, con ramas largas y robustas que forman una copa ancha, redonda y despeinada, que da frutos irregulares y ocasionalmente abundantes. Tiene un tiempo de floración que comienza a partir del 15 de abril con el 10% de floración, para el 20 de abril tiene una floración completa (80%), y para el 3 de mayo tiene un 90% de caída de pétalos.
'Amber Mliivska' tiene una talla de tamaño grande de 70 gramos, de forma oblonga alargados, con la sutura abdominal profunda, de color limón claro; epidermis con pruina blanquecina, siendo la piel suave al tacto, de un hermoso color, como un camaleón, que cambia con la lluvia de un dorado limón a un púrpura suave.
La pulpa es jugosa, fibrosa, de sabor muy armonioso, bien separada del hueso.
El período de maduración es a principios de agosto. La durabilidad del árbol y del ovario está por encima de la media. Las frutas se conservan bien en el frigorífico, si se recogen pronto, antes de que se ablanden.

## Usos
La ciruela 'Amber Mliivska' Tiene una de las cualidades gustativas más altas del mundo, es más dulce que el azúcar, ideal para mermeladas y conservas. Las frutas demasiado maduras se pueden triturar y agregar a la crema para pasteles.
Madura en el árbol, no cae mucho con el viento, pero se rocía fácilmente sobre un hule. Las frutas demasiado maduras se mantienen bien en los tallos, mientras que no se echan a perder de inmediato, pero se vuelven extremadamente dulces con un ligero sabor a uva, suave como la gelatina, por lo que se valoran como materia prima para la mermelada.

## Cultivo
'Amber Mliivska' es adecuado para el cultivo en casi toda Ucrania, aunque en algunos años puede que no tenga tiempo de madurar en los Cárpatos a altitudes superiores al Paso Yablunytsky.
De hecho, es más popular en Podillya y Naddnipryánshchyna. Poco se cultiva en grandes plantaciones.
Entre sus polinizadores se encuentran: 'Early Chachak', 'Renklod Altana' y otras variedades de floración media.